# 徳永悦子
徳永 悦子（とくなが えつこ、1971年4月3日 - ）は、RNB南海放送の元女性アナウンサー。
愛媛県西条市出身。神戸大学卒業。1994年南海放送に入社。

## 過去の主な担当番組
- テレビ
  - 特急!なんかいNEWSプラス1
- ラジオ
  - サンデージャーナル週刊ガンバルマン
  - 悦ちゃんのおはようPOPS

## テレビアニメ
1997年
- さくらももこ劇場 コジコジ（1997年 - 1999年、トミー）
- マスターモスキートン'99（女生徒）

1998年
- 中華一番!（メイカ）
- 花さか天使テンテンくん（杜若先生）

1999年
- HUNTER×HUNTER（第1作）（凶狸狐〈娘〉）

2000年
- ドキドキ♡伝説 魔法陣グルグル（女の子、星の兵隊）

## ゲーム
2000年
- さくらももこ劇場 コジコジ（トミー）※ドリームキャスト